# Pietro Participazio
Pietro Participazio, född 900-talet, död 942, var en venetiansk doge. Han var regerande doge av Venedig 939–942. 